# الحصون (المجمعة)
الحصون، هي قرية من فئة (ب) تقع في محافظة المجمعة، والتابعة لمنطقة الرياض في السعودية. وتبعد الحصون عن محافظة المجمعة بمسافة تقارب (50) كم.